# 阿拉巴马州同性婚姻

虹色阿拉巴马州地图

阿拉巴马州同性婚姻于2015年6月26日跟随最高法院对奥贝格费尔诉霍奇斯案的判决而合法，但一些县在判决生效后拒绝向任何伴侣发放结婚证从而避免承认同性婚姻的合法性。在奥贝格菲尔案中，最高法院判决同性婚姻的权利受到美国宪法保障，各州不得立法禁止。在此案判决前，阿拉巴马州同性婚姻的法律地位一直是一个法律界争论不休的主题。
联邦法院对于两起案件的判决于2015年2月9日生效，尽管阿拉巴马州最高法院的首席法官罗伊·摩尔下令禁止该州民政局执行联邦法院的判决，阿拉巴马州67个县中的47个还是在当日或不久之后开始向同性伴侣发放结婚证书，而剩下的20个县则选择拒绝执行该判决，它们要么只为异性伴侣发放结婚证书，要么完全停止向任何伴侣发放结婚证书。在两起案件中，一个联邦地区法院判定阿拉巴马州对同性婚姻的禁令违宪。美国联邦第十一巡回上诉法院和最高法院驳回了该州政府暂缓执行的请求。2015年3月3日，阿拉巴马州最高法院在判决另一起案件时命令该州的遗嘱认证法官停止向同性伴侣发放结婚证书。在2015年2月9日至3月3日期间，共有545对同性伴侣合法完成了结婚手续。
在同性婚姻权利的倡导者在联邦法院的不懈努力下，最终于2015年5月21日，一个联邦法院裁定该州所有遗嘱法官有义务不拒绝向同性申请者发出结婚证，但准许暂缓执行以听候最高法院的最终判决。
在这一系列案件之前，阿拉巴马州的1996年州长行政命令、1998年的法令和2006年6月的州宪法修正案都禁止同性伴侣获得结婚许可证以及阻碍同性婚姻获得承认。

## 限制

### 行政命令
1996年8月29日，时任州长福布·詹姆斯发布了一份行政命令，表明阿拉巴马州禁止同性婚姻且不会承认在其它州或外国结合的同性婚姻。

### 法令
1998年4月9日，阿拉巴马州众议院以79-12的压倒性优势表明支持两年前州长发布的对州、国内外的同性婚姻实施禁令的行政命令。四天后的4月13日，阿拉巴马州参议院30-0全票批准了该法令。詹姆斯州长随后将该命令签署为法律。

### 州宪法
2006年3月8日，州众议院以85-7的票数赞成了第774号修正案——禁止阿拉巴马州境内的同性婚姻及“同性之间模仿婚姻形式的结合”。3月11日，阿拉巴马州参议院以30-0的票数批准了该修正案。同年6月6日，81%的阿拉巴马州选民投票赞成在州宪法中增加该修正案。

## 诉讼案件

### 艾伦-布拉斯诉本特利 (Aaron-Brush v. Bentley)
一对同性伴侣于2014年6月10日提起诉讼，要求阿拉巴马州政府承认他们于该州外结合的婚姻。提交动议的截止日期是2015年7月31日，以便美国最高法院在其它案件中采取行动。

### 哈德诉斯特兰奇 (Hard v. Strange)
2014年2月13日，南方贫困法律中心代表保罗·哈德 (Paul Hard)向美国阿拉巴马中区联邦地区法院提起诉讼，质疑该州法令和宪法对同性婚姻的禁令的合法性。哈德与他的阿拉巴马州丈夫大卫·凡奇 (David Fancher)于2011年5月20日在马萨诸塞州结婚，而凡奇在同年8月1日丧命于一场事故中。这起诉讼（原名为哈德诉班特利）将州长列为主要被告，其他的一些政府官员则是次要被告。哈德要求州政府颁发一份正确的死亡证明书且承认他是凡奇的遗孀，有权分得由凡奇生前所居住公寓的管理员提供的的死亡抚恤金。然而，凡奇的母亲帕特在阿拉巴马州最高法院首席大法官罗伊·摩尔创办的道德法则基金会的支持下对哈德的请求表示反对，她于2015年2月5日向地区法院提出了简易判决动议（即请求该案不经开庭审理而宣判）。2月9日，阿拉巴马州公共卫生部向哈德提供了一份经过修正的死亡证明。3月10日，法院将州长的被告身份移除，并表示将等待美国最高法院对同性婚姻案件进行判决后才会排期重审该案。
2015年7月1日，哈德引用最高法院在奥贝格费尔案中的判决，要求阿拉巴马州法院解除该案的等待状态，并发放他应得的死亡抚恤金。法院于7月15日批准了他的要求，帕特·凡奇 (Pat Fancher)随后提出上诉。2016年4月20日，美国联邦第十一巡回上诉法院审核后肯定了地区法院做出的支持哈德请求的裁决。

### 瑟西诉斯特兰奇 (Searcy v. Strange)
2014年5月7日，原告提起本项诉讼（原称瑟西诉本特利），要求阿拉巴马州承认他们于外州结合的同性婚姻并允许他们收养一个儿子。六月中旬，代表同性伴侣的律师提交了一份简易判决动议，作为回应，代表被告的律师亦提交了一份驳回该动议的动议。2015年1月23日，美国阿拉巴马南区联邦地区法院法官卡丽·格拉纳达宣判阿拉巴马州拒绝为同性伴侣提供结婚证书和承认的做法违宪，命令该州的总检察长停止执行这些禁令。原告律师希望州政府能够遵守这个判决，然而其他LGBT权利倡导者希望能够有进一步的讼事。阿拉巴马州立法机构的领导人纷纷谴责该判决是由“一个未经选举产生并且不负责任的联邦法官”做出的，或认为这项裁决是“阿拉巴马人所奉行的传统价值观在我们保守的州开始被腐蚀”的证明。总检察长路德·斯特兰奇在判决作出后立即要求暂缓执行。1月25日，原告要求法院释法，他们描述说遗嘱检验法官”就像乔治·华莱士站在校门口蔑视着这项法院的判决一样“。原告详尽地引证了一项1970年地区法院涉及到同一群政府官员的判决——美国诉布里坦案 (United States v. Brittain，一对不同种族的夫妇要求政府发放结婚证书且“要求阿拉巴马州的总检察长建议周内几个县的遗嘱认证法官”停止执行无效的法律)，该判决最终终止了阿拉巴马州强制性的反种族通婚法令。1月25日，格拉纳达法官批准了为期14天的暂缓执行令，以便斯特兰奇向第十一巡回上诉法院申请更长时间的暂缓执行。
1月26日，斯特兰奇总检察长向第十一巡回上诉法院提交了上述通知书，要求获得更长的缓期以等待上诉，州长和遗嘱认证法官联盟作为法院之友提交了文书以支持斯特兰奇的诉求。
1月28日，格拉纳达法官向公众释法，引用了美国佛罗里达北区联邦地区法院法官罗伯特·辛克于布莱纳诉斯科特案中的警告，指出不遵守判决的人将不得不花费额外诉讼的费用，而换来的却还将是同样的判决结果，“[州政府]是否应该服从判决的问题……不应该被拿来辩论，即使是对于那些非本案缔约方的婚姻许可证申请人。”

### 斯特劳瑟诉斯特兰奇 (Strawser v. Strange)
2015年1月27日，格拉纳达法官裁定一对男性伴侣有权要求在阿拉巴马州结婚。她随后暂时搁置了裁决，搁置有效期至2月9日。一对男同伴侣——詹姆斯·N·斯特劳瑟 (James N. Strawser)和约翰·E·汉弗莱 (John E. Humphrey)在2014年9月被拒绝发放结婚证书后在没有律师帮助的情况下提起诉讼。2014年12月18日，在格拉纳达法官审理的一个时长半小时的听证会上，二人分别出庭作证，斯特劳瑟在庭上询问了于8月16日为他们主持婚礼的唯一证人大卫·坎莱克 (David M. Carnrike)主教——一位美利坚福音圣洁会和牧师兼生命教会议会机构的主持主教，来自总检察长办公室的詹姆斯·戴维斯 (James W. Davis)反复盘诘了三者。次年1月29日，国家女同性恋权利中心开始为原告提供法律援助。

#### 对瑟西案和斯特劳瑟案判决的反应
阿拉巴马州遗嘱认证法官联盟于1月24日发表了公开信，指出“[瑟希案]法官的命令中并没有涉及要求阿拉巴马州的遗嘱法官为同性伴侣发放结婚证书的内容。”翌日，本地新闻网站AL.com的社论版呼吁政府与州议员们改变他们反同性婚姻的态度。1月27日，阿拉巴马州最高法院的首席大法官罗伊·摩尔公开了一封写给州长罗伯特·朱利安·本特利的信，信中他说：
我们的州宪法以及道德准则正经受着一项没有合众国宪法依据的联邦法院裁决的攻击。合众国宪法中没有授予联邦政府任何亵渎婚姻制度的权力。
摩尔同时表达了对不久前遗嘱认证法官联盟的公开信的欢迎，他也警告任何可能向同性伴侣发放结婚许可证的法官，称“发出这类许可证将违反阿拉巴马州宪法和法律。”因为摩尔表示他的法院并不受美国地区法院判决的限制。摩尔在给州长的信中说：“请注意，我将与您站在同一条战线，去阻止司法暴政和任何无宪法根据的非法判决。”州长回复到：“阿拉巴马州人民用他们手中的选票通过了一项将婚姻定义在男性与女性之间进行的宪法修正案。作为州长，我必须坚定地支持宪法。我对于周五的判决很失望，我会继续反抗这项判决。联邦政府绝不能侵犯州的权利。”
但在1月28日格拉纳达法官释法后，遗嘱认证法官联盟随即承认瑟希案的判决意见中的确要求法官们为同性伴侣发放婚姻证书，联盟表示将劝说它们的成员服从判决。
2月3日，第十一巡回法院驳回了斯特兰奇申请延缓执行的请求，并合并了瑟希案和斯特劳瑟案上诉，斯特兰奇随后立即再次要求第十一上诉巡回法院的巡回法官克拉伦斯·托马斯延缓执行。2月4日，第十一巡回法院决定在美国最高法院对同性婚姻案件采取行动之前暂停其接受审查的相关案件的上诉程序。
2月5日，阿拉巴马州公共卫生部向遗嘱法庭提供了一个经修正的婚姻许可证申请表，当中的“新郎”与“新娘”字眼被替换为了“配偶”与“配偶”。
摩尔于2月8日——格拉纳达的判决原定生效的前一天——向遗嘱法官与州公务员发出了一份命令，他在其中威胁对任何服从格拉纳达法官判决而向同性伴侣发放结婚证书的人采取法律行动。

#### 格兰纳达的判决生效
格拉纳达对瑟希案和斯特劳瑟案的裁决于2月9日起生效。正如阿拉巴马州政府那天早上照常开门一样，美国最高法院拒绝了州政府要求延缓执行的请求（安东宁·斯卡利亚大法官与克拉伦斯·托马斯大法官反对该判决）。当日，有九个县（奇尔顿县、科菲县、克伦肖县、埃托瓦县、费耶特县、杰佛逊县、朗兹县、麦迪逊县和蒙哥马利县）即时开始为同性伴侣发放结婚证书。当日第一对获得结婚证书的同性伴侣是来自蒙哥马利的托莉·希森 (Tori Sisson)和姗泰·沃尔夫 (Shanté Wolfe)。
9日早晨，州司法部长斯特兰奇发表了一个声明作为对最高法院判决的回应，他在声明中表示拒绝承担向同性伴侣发放结婚证书的责任，同时建议遗嘱认证法官咨询他们的法律顾问后再做出回应。当天下午，本特利州长宣称他同意摩尔的声明和托马斯大法官的反对意见，但他表示将不会因向同性伴侣发放结婚证书而对遗嘱认证法官采取行动。同时，瑟希案的原告要求地区法院以藐视法庭判决为由拘捕莫比尔县的一名遗嘱法官唐·戴维斯 (Don Davis)，因为他拒绝在当天对外开放他主管的婚姻证书部门。但法庭在当天的晚些时候以戴维斯并非瑟希案诉讼当事人为由驳回了该动议。
共和党籍参议员杰夫·塞申斯于2月9日评论说：“我认为这是一个不良的趋势——法官们觉得他、她们在某种程度上反映了民意，然而这不仅不是民意，还是根据他、她们的个人感觉做出的裁决。”

#### 斯特劳瑟案的进一步诉讼
在阿拉巴马州同性婚姻合法化的第一天，斯特劳瑟案的原告方——在莫比尔县被拒绝颁发结婚证书后仅将总检察长列为被告起诉——修改了他们的诉讼书，将在法院命令生效后仍拒绝颁发同性婚姻结婚证书的遗嘱法官唐·戴维斯列为被告，并增加了三对在莫比尔县申请结婚证书的同性伴侣作为原告。原告方同时申请法庭颁布一项临时禁制令或强制令，以阻止被告执行阿拉巴马州的同性婚姻禁令，并首次向被告索要律师费赔偿。法院翌日即同意了增添新当事人的请求，并安排在2月12日举行强制令的听证会。听证会举办过后，格拉纳达法官对戴维斯发出了强制令，命令这位遗嘱认证法官为同性伴侣发放结婚证书，当日下午，莫比尔县开始执行该命令。2月16日，杰佛逊县遗嘱认证法官艾伦·金 (Alan King)——阿拉巴马州政策研究所在州法院起诉的四名遗嘱法官之一——要求地区法院允许他作为斯特劳瑟案的被告介入此案。金告诉法院，在另一起诉讼中，阿拉巴马州政策研究所和阿拉巴马州公民行动计划“共同合作并代表阿拉巴马州政府尝试不正当地寻求延长法院先前判决的延缓执行期限”。2月17日，斯特劳瑟案的原告方要求法院强制执行要求总检察长斯特兰奇阻止私人当事人在阿拉巴马州最高法院发起诉讼的命令，他们认为斯特兰奇有权撤销该诉讼，并指出法庭的命令对总检察长和尝试抵抗命令的私人当事人都生效。艾伦·金法官也提出了一项类似的动议。作为回应，斯特兰奇声称他无权指挥这样的私人当事人，以及原告在提起诉讼时的要求已得到满足，且法庭的该项命令并未要求没被列为斯特劳瑟案被告的遗嘱法官采取任何行动。
2月20日，格拉纳达法官回绝了金的介入请求，理由是他“似乎对这件案子的主题并没有兴趣”。格拉纳达同时拒绝了原告方要求命令斯特兰奇驳回私人当事人的诉讼的请求。

#### 斯特劳瑟案的更多诉讼
3月6日，戴维斯要求联邦法院延迟执行斯特劳瑟案的判决，他在辩词中称他向原告开出结婚证书已经满足了联邦法院的具体要求，以及若阿拉巴马州最高法院决定增添原告中同性伴侣的个数并要求他为他们发放结婚证书的话他将只能遵守该要求。他指出，他对阿拉巴马州剥夺同性伴侣婚姻权利的宪法性基本法律问题不持公开立场，并描述了他因为联邦法院和州法院发出的的命令不相同甚至相左而被迫陷入了一个“前所未有的，历史性的，但困难的境地”。格拉纳达法官随后立即要求原告方面在3月13日的期限之前对戴维斯的请求作出回应。
3月6日晚些时候，正如戴维斯所预料的一样，斯特劳瑟案的原告方要求格拉纳达法官在斯特劳瑟案中添加原告和被告以及书面证明这是一起集体诉讼。他们将三对同性伴侣加入原告名单中，并声称他/她们“代表了其他有类似遭遇的人”，这三对伴侣都曾被拒绝发放结婚证书。原告同时将鲍德温县的遗嘱法官蒂姆·罗素 (Tim Russell)列入被告名单中“作为（与戴维斯）相近立场的阿拉巴马州遗嘱法官的代表”。原告方的律师们表示南方贫困法律中心、美国政教分离联合会和美国公民自由联盟阿拉巴马州支部都加入了支持国家女同性恋权利中心的阵营。法庭要求戴维斯法官在3月17日前对此作出回应。
3月13日，麦迪逊县巡回法官卡伦·霍尔 (Karen Hall)批准了一桩由一对2012年11月在爱荷华州登记结婚的女同性恋伴侣提出的离婚请求。值得一提的是，霍尔法官在一年前曾拒绝过这对伴侣的同样请求。
3月16日，格拉纳达法官驳回了戴维斯要求延缓执行斯特劳瑟案判决的请求并于次日将要求他回应原告诉求的期限延长至3月23日。同日，戴维斯对诉求作出回应。3月18日，格拉纳达法官接受原告增加当事人的要求。对于州检察长提出的关于本案判决“矫枉过正”的抗议，格拉纳达回应道：“[原告获得的]证书如果在阿拉巴马州未被认定为有效，则没有价值。”4月23日，她否决了检察总长的废除动议。
5月21日，格拉纳达法官将案件定为集体诉讼，并命令该州所有的遗嘱认证法官以及与他们职权相同的人在婚姻平等的基础上，无论州宪法、法令或州最高法院的判决如何，都要为同性伴侣发放结婚证书。但她表示将暂缓执行禁制令，以等待最高法院的进一步行动。

#### 斯特劳瑟案的最终禁制令
2016年6月7日，卡丽·格拉纳达法官发出永久禁制令，禁止任何州官员执行不承认同性伴侣的婚姻权利的法律。

### 赫奇佩思诉戴维斯 (Hedgepeth v. Davis)
2月9日晚些时候，瑟西案的律师代表八对于2月9日当天在莫比尔县被拒发结婚许可的伴侣提起了一个新的诉讼——赫奇佩思诉戴维斯案，他们将戴维斯和他的两名员工、本特利州长、斯特兰吉总检察长和首席大法官摩尔列为被告。他们向法庭寻求颁发紧急禁制令和制裁。戴维斯要求阿拉巴马州最高法院根据美国最高法院的判决和瑟西案中已被驳回的蔑视法庭罪动议做出进一步指示，法院在2月11日指这是一项意见咨询请求，而最高法院仅有权向州长和立法机关提供此类咨询，因此拒绝了戴维斯的要求。地区法院以程序原因为由拒绝为赫奇佩思案的原告提供立即救济，但表示将邀请他们的律师参加2月12日举行的斯特劳瑟案听证会。在莫比尔县同意为同性伴侣发放结婚证书之后，原告同意将县官员移除出被告名单，此时被告只剩下斯特兰吉和摩尔二人。3月24日，在成功得到结婚证书后，原告向法院提出撤诉。

### 阿拉巴马州政策研究所的诉讼
2015年2月11日，两个保守派组织，阿拉巴马州政策研究所和阿拉巴马州公民行动计划，向该州最高法院提起诉讼，要求禁止该州的遗嘱法官为同性伴侣颁发结婚证。 这起诉讼虽然只列出了四名遗嘱认证法官的名字，但针对的是该州内的所有相同职位人员。2月13日，平等阿拉巴马提交了一份法院之友简报，要求最高法院驳回政策研究所的诉讼。简报指出，原告并没有表明他们遭受到了具体的伤害，并且不正当地试图担任州政府官员的角色。法院要求四名被告于2月18日前提交简报，允许原告在2月23日上午10时前作出回复。其中一名被告戴维斯法官认为这起诉讼假设格拉纳达法官的判决对遗嘱法官没有约束力，且由于他已经被列为斯特劳瑟案的被告，因此此案并不适用于他。艾伦·金和汤米·拉格兰 (Tommy Ragland)法官提出了与平等阿拉巴马类似的观点。3月3日，法庭以7-1的比数裁定原告拥有起诉资格，且阿拉巴马州的同性婚姻禁令不违反美国宪法，并命令所有遗嘱法官遵守阿拉巴马州法律，不为同性伴侣发放结婚证书。法庭要求受格拉纳达判决限制的戴维斯法官于3月5日之前解释他是否在除斯特劳瑟案原告之外还被强制要求发放结婚证书。5日，戴维斯向法庭申请将回复期限延长10日。3月11日，法庭拒绝了戴维斯的延期请求并命令他不能再向任何同性伴侣颁发新的结婚证书。
根据阿拉巴马州最高法院3月3日的命令，戴维斯法官关闭了莫比尔县的婚姻登记处。3月18日，蒙哥马利县遗嘱法官斯蒂文·里德要求法院修改其命令，以保证将来若美国最高法院裁定禁止同性婚姻违宪时该命令不会与其抵触。法庭在3月23日否决了他的要求，但没有作出解释。

### 瑟希诉戴维斯 (Searcy v. Davis)
2015年2月24日，卡丽·瑟希要求地区法院对遗嘱法官唐·戴维斯发出禁制令，原因是戴维斯在接受瑟希诉斯特兰吉案的判决而颁布初步通过令时在其中加入了一段话，表示“本命令具有合法性，但本法院在美国最高法院就婚姻法案件做出最后判决之前不会颁布最终通过令”。3月24日，瑟希知会法庭，表示戴维斯已经删除了有关段落并要求法院驳回她的诉讼。

### 美国最高法院判决
6月26日，美国最高法院在奥贝格费尔诉霍奇斯案中裁定剥夺同性伴侣的婚姻权利是违宪的。阿拉巴马州检察长路德·斯特兰奇在一篇新闻稿中写道：“尽管我不同意多数大法官在这个决定中的意见，但我承认美国最高法院的裁决现在成为了这里的法律。”当天开始，一些遗嘱法官——包括伯明翰县和莫比尔县——开始发放结婚许可证，然而仍有部分法官拒绝为同性伴侣发放结婚证书或者甚至直接不为任何伴侣发放。2015年6月27日，美国公民自由联盟阿拉巴马支部要求该州的遗嘱法官协会指示其成员遵守裁决。截至2015年6月29日，该州67个县中的至少32个县已经开始为同性伴侣颁发结婚许可证，但仍有至少22个县拒绝这么做。同样在当日，县委员会协会——一个为法官提供责任保险的组织——建议该州法官遵守美国最高法院的判决。
在奥贝格费尔案的判决出炉后，阿拉巴马州最高法院首席法官摩尔指出，该判决需要重新审议25日，在结束之前不具有约束力。阿拉巴马州最高法院在这25日之间呼吁社会提供对阿拉巴马州政策研究所一案判决（不发放结婚证书）的法院之友简报。摩尔后来发表了一份澄清声明，写道：“[阿拉巴马州最高法院的]命令绝不会为本州的遗嘱法官提供是否应该遵守美国最高法院的奥贝格费尔案判决的指示。” 7月1日，斯特劳瑟案原告方要求格拉纳达法官明确先前被搁置的禁制令的状态，同日格拉纳达即作出澄清，她发出命令指出先前初步的禁制令现在正式生效并适用于该州所有的遗嘱法官。

## 截至2015年2月—3月发放或拒绝发放结婚许可证的县

2月18日的婚姻许可证发放与否的地图
为所有伴侣发放结婚许可证的县
仅为异性伴侣发放结婚许可证的县
停止发放结婚许可证的县
带有问号的县表示信息不明确。带有×号的县表示在2月18日之前发放过结婚许可证。

截至2015年2月18日，阿拉巴马州67个县中的47个已经开始发放（或表示如有要求即会发放）同性婚姻的结婚许可证，具体如下：

### 为所有伴侣发放结婚许可证的县
47个县，覆盖82%的该州居民（不包含两个曾经开放过但在此日前停止此业务的县）：
奥陶加县、鲍德温县、巴伯县、布朗特县、布洛克县、巴特勒县、卡尔霍恩县、科尔伯特县、科尼卡县、库萨县、克伦肖县、卡尔曼县、戴尔县、达拉斯县、迪卡尔布县、埃托瓦县、费耶特县、富兰克林县、格林县、黑尔县、亨利县、杰克逊县、杰斐逊县、拉马尔县、劳德代尔县、劳伦斯县、李郡、莱姆斯通县、朗兹县、梅肯县、麦迪逊县、莫比尔县、门罗县、蒙哥马利县、摩根县、佩里县、拉塞尔县、圣克莱尔县、萨姆特县、塔拉迪加县、塔拉普萨县、塔斯卡卢萨县、威尔科克斯县、温斯顿县

### 仅为异性伴侣发放结婚许可证的县
11个县，约覆盖10%的该州居民：
钱伯斯县、克莱县（除非直接命令否则不会发放）、克利本县（除非直接命令否则不会发放）、卡温顿县、埃尔莫尔县（曾经发放过但已停止）、艾斯康比亚县（曾经发放过但已停止）、马伦戈县、马里昂县（曾经计划发放但已取消）、皮肯斯县、谢尔比县（除非直接命令否则不会发放）、华盛顿郡（等待美国最高法院判决）

### 停止为任何伴侣发放结婚许可证的县
9个县，约覆盖8%的该州居民：
比伯县（法官因病不能作出决定）、乔克托县、克拉克县、杰尼瓦县、休斯敦县、马歇尔县（曾经计划发放但已取消）、派克县、兰道夫县、沃克县
一些报道指出乔克托县和休斯敦县会为且仅为异性伴侣发放结婚证书，但休斯敦县当地的报道则显示该县停止了所有结婚许可证的发放服务。皮肯斯县原定在2月16日开始发放同性婚姻许可证，但据报道该县事实上并没有这么做。情况类似的县，如马里昂县和马歇尔县，也有类似的计划，但之后都因不同原因而被推翻。

### 州最高法院判决之后

在3月4日的州最高法院判决产生后仍发放结婚证书的县。

2015年3月15日，阿拉巴马州最高法院下令州内所有遗嘱法官停止向同性伴侣发放结婚证。到翌日下午，所有或几乎所有的县都停止了许可证的发放。奥陶加县、梅肯县、莫比尔县和塔拉迪加县则停止向所有伴侣发放证书。先前已对同性伴侣停止该服务的查克托县和杰尼瓦县也停止了向异性伴侣提供该服务，而先前已不再为任何伴侣服务的比伯县、克拉克县、休斯敦县、马歇尔县、派克县、兰道夫县和沃克县则延续了这一政策。

## 美国最高法院判决之后

### 立法工作
2015年9月16日，阿拉巴马州众议院在一次表决中以53-36的比数支持了一项旨在废除由州颁发的结婚证的法案，旨在使阿拉巴马州得以从婚姻争议中脱身。支持者表示这项法案将会保护反对向同性伴侣发放结婚证书的遗嘱认证法官。然而该法案由于未获得至少2/3多数（70票）的支持而未获通过，尽管阿拉巴马州参议院先前已为该法案开了绿灯。
2016年3月15日，阿拉巴马州参议院在不需要三分之二多数（24票）支持的情况下以23-3的比数通过了一个类似上文提及的法案（即旨在废除州颁发的结婚证）。但这个法案在州众议院未经投票即夭折。

### 各县的情况
截至2015年10月2日，至少有八个县（奥陶加县、乔克托县、克拉克县、克利本县、卡温顿县、杰尼瓦县、派克县和华盛顿县）在没有说明是否或何时将恢复的情况下仍处于停止发放任何结婚证书的状态。钱伯斯县和比伯县分别于8月21日和9月4日确认它们将不会颁发任何结婚证书。 但到2016年6月26日，钱伯斯县已开始向所有伴侣发放结婚证。
埃尔莫尔县、麦迪逊县、马伦戈县、莫比尔县和沃克县在2016年1月6日的罗伊·摩尔法官得判决之后便停止了发放结婚证的服务（见下文）。然而，麦迪逊县、莫比尔县和沃克县在几日后又重新为所有伴侣开放了此服务。
在格拉纳达法官的斯特劳瑟诉斯特兰吉案最终禁制令（见上文）发出后，克拉克县和华盛顿县的遗嘱法庭都重申他们不会为同性伴侣亦或异性伴侣发放结婚证书。

#### 一年后

截至2016年10月19日的局势，蓝色表示为所有伴侣发放结婚证的县，紫色表示拒绝为任何伴侣发放结婚证的县。

在奥贝格费尔诉霍奇斯案一周年纪念日的几天前，阿拉巴马州的美国公民自由联盟发布调查，指出州内仍有12个县拒绝为同性伴侣发放结婚证书，其中11个县（奥陶加县、比伯县、查克托县、克拉克县、克利本县、卡温顿县、埃尔莫尔县、杰尼瓦县、马伦戈县、派克县和华盛顿县）不为任何伴侣发放，无论同性或异性，剩下的一个库萨县以“技术困难”为由（却又承认没有改善计划）唯独拒绝承认同性伴侣的结婚许可证的合法性。
至2016年10月，比伯县、库萨县和马伦戈县已开始不分性别地为伴侣提供结婚证书服务，而其余9个县则坚持拒绝发放任何婚姻许可证。而至少有6个允许发放结婚许可证的县拒绝主持任何婚礼仪式。

### 罗伊·摩尔的判决
2016年1月6日，阿拉巴马州首席大法官罗伊·摩尔再次命令州内的遗嘱法官停止为同性伴侣发放结婚证书。摩尔指出，2015年的美国最高法院判决于先前的阿拉巴马州最高法院判决相矛盾，因此州最高法院需要澄清这一情况。他还补充道，这一判决并未使该州的宪法修正案失去效力，因为它仅对被告方（肯塔基州、密歇根州、俄亥俄州和田纳西州）生效。然而，只有五个遗嘱法庭（埃尔莫尔县、麦迪逊县、马伦戈县、莫比尔县和沃克县）听从了摩尔的命令，而其中三个（麦迪逊县、莫比尔县和沃克县）在几日之后便重新开始为同性伴侣发放结婚证书。这个命令并未实际生效，州内所有的县要么为所有伴侣继续发放结婚证书要么则继续不为任何伴侣发放。2016年5月，摩尔因此命令收到了来自州司法调查委员会的道德指控。9月30日，摩尔被判有罪，他的余下任期被暂停。

### 阿拉巴马州最高法院
2016年3月4日，阿拉巴马州最高法院作出一项判决，驳回了阿拉巴马政策研究所、阿拉巴马公民行动计划和埃尔莫尔县遗嘱法官共同提出的上诉请求，但法院并未明确表示是否承认美国最高法院在奥贝格费尔案中的判决成为该州法律。该判决的预期效果并不明显：虽然判决貌似承认了奥贝格费尔案后该州通过的意在挑战其合法性的司法判决是无效的，但它并没有明确承认美国最高法院的判决进入该州法律，还反倒提出了该判决无效的意见。阿拉巴马州的美国公民自由联盟法律总监指出：“在原命令之后呈交的所有动议/请愿书都被驳回了，唯独不动原命令。但这一命令由于奥贝格费尔案和斯特劳瑟案对全州遗嘱法官的禁制令的存在，现在（根据肖法官的说法）形同一纸空文。”福音派基督教法律组织自由律师会赞同道：“该判决使阿拉巴马州最高法院对遗嘱法官发出的禁止为同性伴侣发放结婚证书的命令永久化，州最高法院已拒绝执行五名美国最高法院律师的非法意见。”
尽管这项命令的预期效果不明确，但法院的法官们仍发布了若干协同意见书。格雷格·肖 (Greg Shaw)法官的协同意见书中的一个评论认为，阿拉巴马州最高法院必须遵守美国最高法院的判决，而不遵循该原则的大法官理应辞职。

## 婚姻数据
根据阿拉巴马州公共卫生部门的统计，至少有545对同性伴侣在2015年2月9日至3月3日期间已获得结婚许可证并喜结良缘。
截至2015年底，共有1622起同性婚姻得到认证。同性婚姻占该年该州婚姻总数的4%。

## 民调
| 民调来源                                       | 调查日期              | 样本容量            | 误差大小 | 支持% | 反对% | 无意见% |
| ---------------------------------------------- | --------------------- | ------------------- | -------- | ----- | ----- | ------- |
| 纽约时报/CBS新闻/YouGov （页面存档备份，存于） | 2014年9月20日—10月1日 | 692名可能投票的选民 | ± 2.6%   | 28%   | 60%   | 12%     |
| 南阿拉巴马大学—莫比尔县民调研究中心            | 2004年3月             | 421名居民           | ± ?%     | –     | 80%   | –       |